# Anna Fendi
Anna Fendi (Roma, 23 marzo 1933) è una stilista e imprenditrice italiana; insieme alle sorelle Alda, Carla, Franca e Paola ha portato avanti il marchio Fendi svolgendo il ruolo di responsabile e coordinatrice della progettazione delle collezioni e delle licenze legate al marchio.

## Biografia
Nata a Roma da Edoardo Fendi e Adele Casagrande, inizia ad appassionarsi al mondo della moda nella boutique di accessori in pelle e guarnizioni in pelliccia, aperta dai genitori nel 1925 in via del Plebiscito – a cui faranno seguito altre quattro boutique aperte a Roma negli anni '50. Terminati gli studi superiori, a seguito della prematura scomparsa del padre, inizia a lavorare stabilmente con la mamma e le sorelle nella gestione delle boutique di famiglia. Con il tempo ognuna assumerà un ruolo ben preciso: Paola, esperta nella pellicceria, nelle lavorazioni, nelle tinte, le conce; Franca, responsabile acquisti e direttrice del punto vendita di via Borgognona; Carla, responsabile dell'ufficio commerciale e dell'ufficio stampa; Alda, responsabile dell'atelier e del laboratorio di pellicce; Anna, responsabile dell'ufficio progettazione e licenze.
Nel 1960 è responsabile della decisione di concentrare tutto in un'unica sede con atelier, showroom, laboratori interni e spazio vendita in un ex teatro in via Borgognona, e a farla diventare la sede storica di Fendi. 
Nel 1965 il Conte Savorelli di Lauriano la mette in contatto con Karl Lagerfeld, con cui avvierà una collaborazione. 
Nel 1970 viene presentata per la prima volta la collezione Fendi (a Palazzo Pitti di Firenze e poi a Milano). Nel 1975 apre un punto vendita all'interno del magazzino newyorkese Bergdorf Goodman. Sotto la sua responsabilità creativa nasce la linea “Ready To Wear” di moda casual maschile. Contemporaneamente segue personalmente le licenze italiane ed estere.
Nel 1993 viene affiancata dalla figlia Silvia. La figlia Ilaria, invece, assume il ruolo di shoe designer e di direttore creativo accessori della linea giovane Fendissime.
Nel 2001 avviene la fusione con LVMH. Poco dopo la fusione Anna Fendi lascia la responsabilità del reparto creativo alla figlia Silvia, che ha lavorato a lungo al fianco di Karl Lagerfeld in Fendi e che ora è direttrice artistica degli accessori e della linea uomo.
Si occupa quindi della ristrutturazione di Villa Laetitia.
Nell'ottobre 2011 è stata la prima donna italiana a ricevere a Washington il premio IWF Hall Of Fame. 

Nel 2012 lancia con il compagno Giuseppe Tedesco il progetto della selezione dei vini AFV - Anna Fendi.

## Riconoscimenti
- 1998 Cavaliere di Gran Croce
- 2005 Premio alla Carriera in Campidoglio
- 2008 Premio Ettore Petrolini
- 2011 IWF Hall of Fame – prima donna italiana a ricevere il prestigioso riconoscimento
- 2013 Premio Fuoriclasse Castagner